# László Rudas

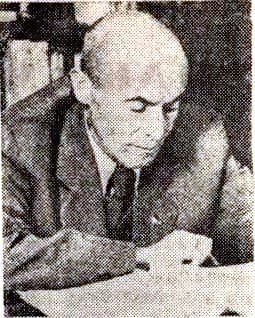
László Rudas (1941)

László Rudas, auch Ladislaus Rudas, geboren als Adolf Róth (* 21. Februar 1885 in Sárvár, Österreich-Ungarn; † 29. April 1950 in Budapest) war ein ungarischer Kominternfunktionär, Mitbegründer der Ungarischen Kommunistischen Partei und Mitglied des Zentralkomitees der Partei.

## Leben
Nach dem Sturz der ungarischen Revolutionsregierung 1919 emigrierte Rudas nach Österreich, Italien, Deutschland und schließlich in die Sowjetunion. Bis 1945 war er Politemigrant in der UdSSR und Dozent an der Schule des Exekutivkomitees der Komintern. Er lehrte am Marx-Engels-Institut, dem Institut der Roten Professur und der Internationalen Lenin-Schule.
Sein 1934 erschienenes Werk Der dialektische Materialismus und die Sozialdemokratie war in der Zeit des Nationalsozialismus verboten. Sein 1947 erschienenes Werk Materialista világnézet (Materialistische Weltanschauung) war die erste systematische Darstellung des dialektischen Materialismus in ungarischer Sprache.

## Schriften
- Abenteuer und Liquidatorentum. Die Politik Bela Kuns und die Krise der KPU. Wien 1922.
- Der dialektische Materialismus und die Sozialdemokratie. Verlagsgenossenschaft ausländischer Arbeiter in der UdSSR, Moskau/Leningrad 1934.
- Materialista világnézet. Szikra, Budapest 1947.
- Elmélet és gyakorlat. Összegyüjtött tanulmányok. Szikra, Budapest 1950. (Theorie und Praxis. Gesammelte Studien).
- Literatura a demokracie. In: László Rudas, György Lukács, József Révai:  O problémech literatury v lidové demokracii. Literárně ideologická diskuse v Madarsku. Čsl. spisovatel, Praha 1951. (tschechisch).

## Auszeichnungen
- 1949: Kossuth-Preis